# Leonard Bosack
Leonard Bosack (* 1952) ist ein US-amerikanischer Informatiker und Unternehmer.

## Leben
Bosack besuchte die La Salle College High School und studierte an der University of Pennsylvania und an der Stanford University Informatik. Gemeinsam mit seiner Ehefrau Sandy Lerner war er 1984 Mitgründer des US-amerikanischen Unternehmens Cisco.

## Preise und Auszeichnungen (Auswahl)
- Computer Entrepreneur Award, 2009